# Scaphiodontophis
Scaphiodontophis là một chi trong họ Rắn nước (Colubridae), được tìm thấy chủ yếu tại Trung Mỹ và bắc Nam Mỹ (Colombia). Cùng với Sibynophis hợp thành phân họ Sibynophiinae.

## Các loài
Hai loài dưới đây được công nhận.
- Scaphiodontophis annulatus (Duméril, Bibron & Duméril, 1854): Mexico, Belize, Guatemala, Honduras, El Salvador, Nicaragua, Colombia.
- Scaphiodontophis venustissimus (Günther, 1893): Nicaragua, Honduras, Costa Rica, Panama, Colombia.